# Hans Jacob Sparre Schneider
Hans Jacob Sparre Schneider, född 11 februari 1853 i Åsnes, död 27 juli 1918 i Bodø, var en norsk entomolog. 
Schneider blev student 1871, cand.phil. 1872 och var föreståndare, konservator och lärare vid Tromsø museum från 1877. Han skrev en mängd zoologiska avhandlingar och artiklar i tidskrifter och press samt invaldes som ledamot av Det Kongelige Norske Videnskabers Selskab 1881.